# Carl Czerny műveinek listája
Carl Czerny művei, az opuszszám sorrendjében:
- Op. 1, Variations Concertantes (Concert Variations?) for Pianoforte and Violin on a theme by Krumpholz ()
- Op. 2, Brilliant Rondeau on Cavatine de Carafa a quarre mains
- Op. 3, Brilliant Fantasy and Variations on "Romance of Blangini" with Accompanied two Violas, Alto, and Violincello (Double Bass ad lib.)
- Op. 4, Le Souvenir, Variations
- Op. 5, Grand Rondeau No. 1, in C
- Op. 6, Waltz or Exercises
- Op. 7, Sonata No. 1 in A♭
- Op. 8, Amicitiae, Andantino with Variations
- Op. 9, Brilliant Variations and easy (Theme favorite)
- Op. 10, Brilliant Grand Sonata in C minor, for four hands
- Op. 11, Brilliant Divertissement, for four hands
- Op. 12, Variations (Trauer-Walzer D. D 365 No . 2 by F. Schubert) Solo and Duet
- Op. 13, Sonata No. 2 in A minor
- Op. 14, Brilliant Variations on an Austrian Waltz
- Op. 15, Recreation for the Carnival, Brilliant Choice of Waltz and easy; two hooks
- Op. 16, Introduction and Variations on "O cara memoria," with Vcello. Acct. ad lib.
- Op. 17, Brilliant Rondo on a favorite Menuet of C. Kreutzer (also has the title: Fantaisie de A. Delaseurie sur un air suisse – recorded with this title on the label Ars, and in score – see the Katalog des Deutschen Musikarchivs.)
- Op. 18, Brilliant Grande Polonaise with an accompaniment for a second Pianoforte, or for a Quartett, both ad lib.
- Op. 19, Variations of a Barcarole favorite
- Op. 20, Introduction and Variations on a Marche favorite della Donna del Lago
- Op. 21, Introductions and Variations on a Cav.(cavalry?) Favorite "Sorte secondami"
- Op. 22, Rondino No. 1 on "Cara attendimi," with Quartett Accompaniments ad lib.
- Op. 23, Brilliant Rondo No. 2, for 4 hands, in G
- Op. 24, Presto caratteristico, Duet in A minor
- Op. 25, Brilliant Variations on "Ah come nancondere" for 4 hands
- Op. 26, Rondo quasi Capriccio, in E♭
- Op. 27, Fantasy in B♭
- Op. 28, Grand Concerto in F, with Orchestral accompaniments
- Op. 29, Rondino No. 2 on a Theme de l'Opera Corradino
- Op. 30, Rondino No. 3 on a Theme de l'Opera Armida
- Op. 31, 3 Fugues
  - No. 1 Fugue in F
  - No. 2 Fugue in E♭ minor
  - No. 3 Fugue in C
- Op. 32, New Year's gifts, 24 Waltzes
- Op. 33, La Ricordanza, Variazioni sopra un Tema di Rode
- Op. 34, Duet for the Pianoforte for 4 hands, according to the first Trio of Mayseder
- Op. 35, Waltz di Bravura
- Op. 36, Impromptus on Brilliant Variations on Cotillon de Ballet Arsena
- Op. 37, Fantasy followed by a Romance varied
- Op. 38, First Grand Potpourri Concerto for two Pianoforte for 6 hands
- Op. 39, Rondino No. 4 on a Theme by Fesca
- Op. 40, Brilliant Variations on Ballet La Danseuse d'Arthere, for 4 hands
- Op. 41, Rondino No. 5 on a Theme by Beethoven
- Op. 42, Rondino No. 6 on an original Theme
- Op. 43, Brilliant Divertissement No. 2 on a Cav. "Aure felice," for 4 hands
- Op. 44, Romance of Beethoven arranged as a Brilliant Rondo, for 4 hands
- Op. 45, Charms of Baden, Rondo Pastoral
- Op. 46, Variations on a Bohemian Air
- Op. 47, Grand Exercise in bravura in the form of Brilliant Rondo
- Op. 48, "Die Schiffende," Song with Pianoforte, accompanied words by Holtz
- Op. 49, Two Brilliant Sonatinas
  - No. 1 Sonatina in C
  - No. 2 Sonatina in F
- Op. 50, Two Brilliant Sonatinas for 4 hands
  - No. 1 Sonatina in G
  - No. 2 Sonatina in C
- Op. 51, Two Brilliant Sonatinas, for Pianoforte and Violin
  - No. 1 Sonatina in B♭
  - No. 2 Sonatina in G
- Op. 52, Variations in an easy style on the Air from Die Fee aus Frankreich
- Op. 53, Rondoletto scherzando in C
- Op. 54, Brilliant and Characteristic Overture, for 4 hands
- Op. 55, Charms of Friendship, Theme of Beethoven
- Op. 56, Introduction and Variations on the first Galoppe
- Op. 57, Grande Sonata No. 3, in F minor
- Op. 58, Legerrazza e Bravura, Brilliant Rondo, with Quartett accompaniment
- Op. 59, Introduction and Brilliant Variations on a Rondo and Marche favorite of Roland
- Op. 60, Variations and Rondo on C. M. von Weber's Hunting Chorus from Euryanthe, with Orchestral Accompaniments
- Op. 61, Preludes, Cadences, and a short Fantasia in a brilliant style
- Op. 62, Caprice and Variations on "An Alexis" by Himmel
- Op. 63, Brilliant and easy Toccatine on Tarrantelle of the Ballet Die Fee und der Ritter
- Op. 64, Fantasy in the modern style on Potpourri
- Op. 65, Sonata No. 4 in G
- Op. 66, Rondo and Waltz in C
- Op. 67, Concert Variations followed by a Hunting Rondo on the walk of the Ballet, Barbe Bleu, for 4 hands
- Op. 68, Passionate Rondo
- Op. 69, Allegretto grazioso sopra un Tema de Ballo, Barbe Bleu
- Op. 70, Romance for Pianoforte, in D
- Op. 71, Brilliant Nocturne for "Das waren mir selige Tage," for 4 hands
- Op. 72, 2 Nice Rondos 
  - No. 1 Nice Rondo in C
  - No. 2 Nice Rondo in G
- Op. 73, Variations on "Gott erhalte Franz den Kaiser," with Quartett or Orchestral accompaniments
- Op. 74, Brilliant Rondoletto in E♭
- Op. 75, 3 Grand Allegros
  - No. 1 Grand Allegro in G
  - No. 2 Grand Allegro in B minor
  - No. 3 Grand Allegro in A♭
- Op. 76, Sonata No. 5 in E
- Op. 77, "God save the King," with Variations
- Op. 78, Concerto for Fortepiano and Orchestra, in C
- Op. 79, 3 Grand Marches, solo and duet
  - No. 1 Grand Marche in C
  - No. 2 Grand Marche in D
  - No. 3 Grand Marche in E♭
- Op. 80, Introduction and 7 Variations, Concerto for Pianoforte, and Flute (or Violin)
- Op. 81, Variations on Marche Anglais
- Op. 82, Grand Exercise for Pianoforte, in F minor
- Op. 83, Romance from W. Scott's "Fraulein vorn See" for a Voice with Pianoforte accompaniment
- Op. 84, Grand Potpourri No. 2 for 6 hands
- Op. 85, 3 Polonaises
- Op. 92, Toccata ou exercice pour la pianoforte in C major
- Op. 95, Notturno brillant (in E♭ major, for for piano, violin, viola, violoncello, flute, clarinet, horn, bassoon, and double bass) (recorded on cpo. In NYPL)
- Op. 101, Grand march for four hands at one piano, composed for the Coronation of the Empress Caroline of Austria. Published by J. Balls of London around 1826.
- Op. 104, Trois Sonatines faciles et brillantes pour le pianoforte seul ou avec accomp: d'un violon et violoncelle ad libitum (from the searchable archive of the Altenberg Trio site)
- Op. 105, Trio no. 1 in E♭ for piano, violin, and horn (or cello) (CATNYP) (recorded on Signum)
- Op. 111, Zwei Romanzen für Klavier zu drei Händen (CATNYP)
- Op. 114,  Valse variée pour le piano-forte.
- Op. 116, Rondeau brillant (for four hands, I believe.)
- Op. 118, Grande polonaise brillante pour le piano-forte (with string quartet ad libitum, according to Chez Richault edition at U. Michigan libraries.)
- Op. 119, Sonate militaire et brillante pour le pianoforte à 4 mains avec accompagnement de violon et violoncelle ad libitum, composée à l’usage des élèves avancés. (1826) ()
- Op. 120, Sonate sentimentale pour le pianoforte à quatre mains. (1826) ()
- Op. 121, Sonate pastorale. (Also for piano four-hands, 1826.) ()
- Op. 124, Sonate für das Pianoforte. (No. 6 in D minor.)
- Op. 126, Grande serenade concertante for clarinet, horn, violoncello, and piano.
- Op. 129, Duo concertant : in G-Dur, für Flöte oder Violoncello und Klavier (recording and two new editions at NYPL)
- Op. 136, Sonatinas for piano four hands (Canadian National Library has no. 4)
- Op. 137, Allegro affetuoso for piano four hands (British Library) (pub. CF Peters around 1827.)
- Op. 139, Études (Übungstücke, or 31 Easy Exercises)
- Op. 142, Ouverture, orkest, nr.1, op.142. In C minor. (At the Hague.)
- Op. 144, Grande fantaisie en forme de sonate, sonata no. 8 in E♭, for piano (Koninklijke Bibliotheek in the Hague has a modern score of this, published 2004.)
- Op. 146, Marcia funèbre sulla morte di Luigi van Beethoven per il piano-forte solo. ([halott link])
- Op. 148, First piano quartet (Premier grand quatuor pour le piano-forte, violon, viola et violoncelle, Peters of Leipzig, pub. 1827; at Frankfurt University Library.)
- Op. 149, Rondoletto concertant: in F-dur für Pianoforte, Flöte und Violoncello ad lib.
- Op. 150, Trois polonaises sentimentales (1970 repub. at Canadian National Library)
- Op. 153, Concerto for piano four-hands and orchestra in C major (recording at CATNYP on Koch-Schwann. Earlier Desto recording listed at LoC though no longer in holdings.)
- Op. 155, Exsulta filia Sion : Offertorium pastorale : für vierstimmigen gemischten Chor, Streicher, 2 Oboen oder Klarinetten, 2 Trompeten, Pauken und Orgel, 2 Hörner ad lib.
- Op. 156, Belohnung der fleissigen Jugend : drei Sonatinen für's Piano-Forte (at the Hague).
- Op. 158 Three sonatines for four-hands.
- Op. 160 Introduction, variations and polacca after a theme from  Bellini's Il Pirata for piano and orchestra. (from the British Library's catalog. Published by Diabelli in Vienna around 1831.)
- Op. 163, Six sonatinas, piano (CATNYP)
- Op. 166, Trio no. 2 in A for piano and strings (CATNYP) (pub. about 1830)
- Op. 173, Trio no. 3 in E (Troisième Grand Trio) for piano and strings (Altenberg site)
- Op. 175, Fantaisie-Rondo d'après l'Adelaide de Beethoven : pour le piano forte
- Op. 176, Great sonata in F minor for piano duet
- Op. 177, Allegro fugato in C ([halott link])
- Op. 197, Variations brillantes pour un pianoforte à 6 manis concertantes (on a theme from Bellini's opera Norma) [halott link])
- Op. 202, Introduction, variations brillantes et rondeau de chasse
- Op. 204, Divertissement de concert, piano, orchestra (or: Divertissement de concert; ou, Adagio, variations et rondeau, pour le piano-forte avec accompagnement d'orchestre) (Ponti's recording and five parts from about 1833 at NYPL)
- Op. 210, Concertino for piano (and strings, flute, 2 oboes or clarinets, 2 bassoons, 2 horns, 2 trumpets and drums (ad libitum).) (Published by Haslinger of Vienna in the 1850s)
- Op. 211 Deux Trios brillans pour pianoforte, violon et violoncelle (misspelling from the published score. Diabelli, Vienna, about 1835.) (Altenberg trio site. Also in Frankfurt University Library.)
- Op. 212 Six Grand Potpourris for piano trio (Altenberg site)
- Op. 213 Andante und rondo in C (LoC) for orchestra (?) published by Haslinger about 1833.
- Op. 214 Piano Concerto in A minor.
- Op. 220 Brilliant variations for the piano forte on the favorite tyrolienne in Rossini's celebrated opera Guillaume Tell (published in London: Goulding & D'almaine, [entre 1825 et 1832]
- Op. 222, Impromptu brillant en [sic] non difficile pour le piano forte sur un pastorale de l'opéra Guillaume Tell
- Op. 224 Deux Quatuors Brilliants (for piano quartet) (Deux quatuore brillans pour piano-forte, violon, alte et violoncelle)
- Op. 226, Fantaisie in F minor for piano duet : Allegro con spiritoso; Andantino; Scherzo; Presto; Allegro: Tempo I
- Op. 227, Rondeau brillant op. 227 : für Klavier zu 6 Händen (Source: Katalog des Deutschen Musikarchivs)
- Op. 229, L'Ecole de la Vélocité (https://web.archive.org/web/20190120162744/http://www.opac.library.usyd.edu.au/. Probably a typo for opus 299, which does have this description.)
- Op. 229, Divertissement militaire : für Klavier zu 6 Händen (Conflicting – one or another source may have a typo in its source-material or simply in its catalog. Source: Katalog des Deutschen Musikarchivs https://web.archive.org/web/20070817204205/http://dispatch.opac.d-nb.de/)
- Op. 230, Quartet for four pianos (Quatuor concertant für vier Piano-Forte über mehrere beliebte Melodien. Diabelli, Vienna, 1830. Frankfurt University Library.)
- Op. 231, Rondeaux mignons faciles et brillants sur divers motifs favoris : pour le piano
- Op. 232, Grandes Variations de Bravura sur deux motifs de l'Opera Fra Diavolo de D.F.E. Auber
- Op. 233, Rondo brillant
- Op. 234, Introduction, Variations Brillantes sur le Marche favori de l'Opera Gli Arabi nelle Gallie de Pacini
- Op. 247, periodic collection of operatic fantasies (the first two on Bellini operas, the third on Meyerbeer's Robert le Diable, reaching at least 54 numbers)
- Op. 248  Introduction et variations concertantes sur un air tirolienne for horn and piano
- Op. 249 Variations sur la valse Charmante : de Jean Strauss, le duc de Reichstadt varié pour le piano forte.
- Op. 254   Grand rondeau brillant pour le pianoforte à 4 mains.
- Op. 256, Fantasia concertante, für Klavier, Flöte und Violoncello in G major (CATNYP, National Library of Canada)
- Op. 259, Grand rondeau militaire et brillant. For piano four-hands. (H. Helmuth in Halle, around 1833?)  (British Library)
- Op. 261, 125 exercises. (Passagen-Übungen, piano. Pub. by Schirmer in 1896 and possibly earlier.)
- Op. 262, Three piano quartets. (Trois quatuors brillans et non difficiles pour le pianoforte, violon, alto et violoncello. Hoffmeister of Leipzig, about 1832. Frankfurt University Library.)
- Op. 268, Piano sonata no. 10 Grande sonate d'étude in B♭ (CATNYP, Canadian National Library. Recorded in 1984 on Spectrum by Vivien Harvey Slater.)
- Op. 280, Grandes variations brillantes, sur une marche anglaise : pour le pianoforte avec accompagnement d’orchestre ou de quatuor, (ad libitum.) (Pub. by Artaria in Vienna around 1832.) (British Library has parts.)
- Op. 281, Introduction, Variations et Presto finale sur un Thème favori de l'Opera Norma de Bellini
- Op. 289, Piano trio no. 4 in A minor (recorded on Signum. Published by Simrock in 1834, in Frankfurt University Library.)
- Op. 299, École de velocité
- Op. 316, Dix petits rondeaux doigtés pour le piano; ou, amusemens utiles et agréables sur des motifs favoris, pour la jeunesse. (CATNYP. Published 1830s)
- Op. 317, Introduction, theme and variations for piano on an original theme (pub. by Schuberth of Leipzig in the 1830s. In Frankfurt University Library.)
- Op. 321, Rondo brillant for four-hand piano. (in a library in Frankfurt.)
- Op. 323, l'Allegresse, Rondo for the piano. (published by Schuberth of Leipzig around 1850.)
- Op. 325, 3 fantasie eleganti : dall'Elisir d'amore di Donizetti (CATNYP)
- Op. 326,  Trois thèmes favoris de l'opéra Zampa de Hérold : variés pour le piano forte
- Op. 333: no. 2 – Variations sur un motif de l'opera La somnambule de Bellini (CATNYP)
- Op. 335, the School of Legato and Staccato (Die Schule des Legato und Staccato – new edition published by Peters in Leipzig available)
- Op. 337, Études ( Tägliche Studien ) (CATNYP)
- Op. 339, Drey brillante Fantasien über die beliebtesten Motive aus Franz Schubert's Werken : für Pianoforte und Physharmonica, oder 2 Pianoforte (or horn and piano) (NYPL has on microform)
- Op. 344, Trois rondino's non difficiles : sur des motifs favoris de l'opéra Lestocq de Auber : pour le piano-forte
- Op. 345, Fantasia for piano in D minor (National Library of Canada) (republished 1973)
- Op. 356, Variations brillantes sur un thème italien favori : pour le piano-forte, op. 356 = Vien quà Dorina bella = Komm, liebe holde Kleine (CLP)
- Op. 365, School of Virtuosos (Schule des Virtuosen)
- Op. 372, Six galops en forme de rondeaux : sur des motifs favoris
- Op. 373, Ten brilliant rondos founded on favorite Italian airs; composed and arr. for 2 performers on the piano forte. (CATNYP)
- Op. 374, Three Rondos faciles et brillants : for flute or violin and piano
- Op. 377, Fantasy and Variations on Persiani's Ines de Castro. (from the couplings to a recording of the first sonata made in 1975 by Hilde Somer.)
- Op. 380, Exercise of scales in thirds in all major & minor keys : for the pianoforte.
- Op. 385, Récréations de la jeunesse : douze rondeaux instructifs & agréables : sur des thêmes modernes et favoris : pour le piano
- Op. 390, Three sonatinas for violin and piano. (Published by Diabelli in Vienna in 1838. In Frankfurt University Library. No. 3 in F at the King's Library at the Hague.)
- Op. 399, Die Schule der linken Hand auf dem Piano-Forte, oder: 10 grosse Uebungen
- Op. 400, School of Fugue-Playing ()
- Op. 401, Divertissement sur les motifs les plus favoris de l'opéra La juive de Halévy. (The Hague)
- Op. 402, Le petit artiste au salon musical : six morceaux faciles sur des thêmes favoris : pour le piano
- Op. 409, Études speciales: 50 grandi studi di perfezionamento per piano forte (pub. Milano : Gio. Canti ; in the 1800s)
- Op. 410, Six sonatines faciles et doigtées : pour le piano-forte
- Op. 438, Les progrès du jeune pianiste; huit thêmes favoris variés, composés pour le piano à l'usage des jeunes élèves avancés. (CATNYP)
- Op. 448, Caprice et variations brillantes : sur le thême: Versàr potrà le lagrime de l'opéra: Torquato Tasso de Donizetti (at the Hague)
- Op. 453, 110 easy and progressive exercises, for pianoforte.
- Op. 455, National airs (CATNYP)
- Op. 463, Theater-Bibliothek : für die Jugend
- Op. 484, Rondino grazioso ou Impromptu brillant sur un thème italien favori : pour le piano. (At the library at the Hague.)
- Op. 490, Introduction et variations brillantes : sur le galop favori de l'opéra Lucia de Lammermoor de Donizetti (at the library at the Hague)
- Op. 493, Fantaisie brillante on themes from the opera The Marriage of Figaro
- Op. 495, Etudes progressives et brillantes. (At the Hague.)
- 'Op. 496,  Rondino sur la walse favorite de La reine Victoria. (At the Hague.)
- Op. 500, Complete theoretical and practical piano forte school, from the first rudiments…to the highest…state of cultivation… (CATNYP)
- Op. 553, Sechs tägliche Oktav-Uebungen in fortschreitender Schwierigkeit (Six Octave Studies in Progressive Difficulty) für das Pianoforte (CATNYP)
- Op. 593, XII rondino's faciles et doigtés pour le piano sur des motifs favoris de Mozart et Rossini (Canadian National Library)
- Op. 599, Études, (Erster Wiener Lehrmeister im Pianofortespiel ) (CATNYP)
- Op. 603, Preludes and Fugues for Organ with Obligatory Pedal (1836) ()
- Op. 606, 18 petits rondeaux & variations sur des mélodies populaires allemandes [musique] Deutsche Voklsgesänge : pour le piano pour faciliter les progrès des élèves avancés (Canadian National Library)
- Op. 607, Préludes Et Fugues Pour L'orgue Avec Pédale Obligée en la mineur (1838) () (CLP)
- Op. 609. Les deux sœurs, 18 rondinos for piano four-hands. (At the King's library in the Hague.)
- Op. 618. Douze rondeaux amusans : pour le pianoforte à quatre mains : sur des thèmes allemands et italiens. (At the Hague.)
- Op. 625. Productions de salon. (Fantasies for piano and violin on various themes by Donizetti, composed with Leon Herz – his opp. 13–18.)
- Op. 627, 12 Preludes for Organ, Harmonium or Piano ()
- Op. 636, 24 studii della piccola velocita per pianoforte…
- Op. 684, Aufmunterung zum Fleiss: 24 unterhaltende Ubungsstücke [für das Pianoforte] / Carl Czerny.
- Op. 686, Grande sonate pour piano et violon (pub. 1842) (Breitkopf & Härtel no. 6676, their publication may be of later date.)
- Op. 698, 20 Voluntaries (Preludes) for Organ with obligatory pedal )
- Op. 699, Études, (Kunst der Fingerfertigkeit ) (CATNYP)
- Op. 718, 24 Études, (Etüden für die linke Hand ) (CATNYP)
- Op. 726, Salve Regina : offertorio per coro con accompagnamento di due violini, viole, violoncello e basso, un flauto, due clarinetti, due fagotti e due corni ed anche con accompagnamento di organo o pianoforte.
- Op. 735. Terzen-Übung und Etude für die Linke Hand. (Three etudes for the left hand alone. At the King's Library in the Hague.)
- Op. 740, Études, (Kunst der Fingerfertigkeit ) (The Art of Finger Dexterity) (CATNYP)
- Op. 741. Les trois amateurs: fantaisies brillantes: à six mains pour le piano.
- Op. 751, Studies, piano duet (CATNYP)
- Op. 758. Rondos on Motives from Wagner Operas
- Op. 773. Le début du jeune pianiste: 6 rondinos pour le pianoforte. (Koninklijke Bibliotheek in the Hague has  several of these.)
- Op. 776. Impromptu Fugue for Pianoforte.
- Op. 777, 24 Exercises for the Five Fingers.
- Op. 779, L'infatigable :  grand étude de vélocité pour le piano. (Recently republished by Eulenburg in Zurich, Edition Eulenburg in New York, 1977.)
- Op. 780, Symphony no. 1 in C minor "Grand Symphony"
- Op. 781, Symphony no. 2 (of 6) in D major (a search reveals that the Koninklijke Bibliotheek in The Hague in the Netherlands has an 1840s score of this symphony.)
- Op. 788,  Sonate im Style des Domenico Scarlatti für das Pianoforte.
- Op. 803,  Vierzig leichte Tonstücke in fortschreitender Ordnung : für Anfänger im Pianofortespiel ; als erstes Hülfsmittel zur Förderung des Notenlesens, der Fingerfertigkeit und des Vortrags
- Op. 821, Études, ( Achttaktige Übungen ) (160 Eight-Measure Studies) (CATNYP)
- Op. 822, Gradus ad Parnassum; collection de grands exercises de tout genre dans le style élégant et dans le style sévère, pour le piano. (CATNYP)
- Op. 823, "The Little Pianist"
- Op. 824,  Praktische Taktschule = (Ecole pratique de la mesure) für Pianoforte zu 4 Händen
- Op. 825, "National scottisch". (G. André & co. c. 1857 score subtitled Amusement des jeunes amateurs, petites et brillantes recreations en forme de rondos & variations pour piano composés par Charles Czerny, Op. 825 ; no. 2 – this work is either no. 2 of the set published at )
- Op. 834,  Die höhere Stufe der Virtuosität : neue Folge der Schule der Geläufigkeit für das Pianoforte (Queens College, Miami University, Sydney University Library in Australia, Harvard have this. The firm of Litolff in Braunschweig published this in the 19th century.)
- Op. 849, 30 études, introduction to op. 299
- Op. 856, The Pianist in the Classical Style (Preludes and Fugues)

Carl Czerny opuszszám nélküli művei:
- 1850, Nonet (a magyar Fay gróf számára komponálta, kiadatlan, kézirat a Wiener Stadtbibliothek-ban)